# Чёрные дыры и складки времени. Дерзкое наследие Эйнштейна
Чёрные дыры и складки времени. Дерзкое наследие Эйнштейна (англ. Black Holes & Time Warps: Einstein's Outrageous Legacy) — научно-популярная книга физика Кипа Торна. В ней представлен иллюстрированный обзор истории и развития теории чёрной дыры от её корней в механике Ньютона до начала 1990-х годов.

## Обзор
Свыше четырнадцати глав Торн движется примерно в хронологическом порядке, прослеживая сначала кризис в ньютоновской физике, вызванный экспериментом Майкельсона — Морли, и последующее развитие специальной теории относительности Эйнштейна (с учётом математической строгости в форме пространства Минковского), а затем включение Эйнштейном гравитации в рамки общей теории относительности. Чёрные дыры были быстро признаны возможным решением уравнений Эйнштейна, но большинство физиков отвергли их как физически неправдоподобные. Работа Субраманьяна Чандрасекара показала, что коллапс звёзд сверх определённой массы не может поддерживаться давлением вырожденного газа, но этот результат был оспорен Артуром Стэнли Эддингтоном и не был полностью принят в течение нескольких десятилетий. Когда реальность объектов, обладающих горизонтом событий, наконец получила широкое признание, была подготовлена почва для тщательного исследования свойств таких объектов, что привело к удивительному результату: «у чёрных дыр нет волос», то есть их свойства полностью определяются их массой, скоростью вращения и электрическим зарядом.
Исходя отдельно от теоретических исследований теории относительности и с усовершенствованием радиоастрономии, астрофизика начала производить необычные наблюдения чрезвычайно интенсивных радиоисточников, которые, по-видимому, находились за пределами Млечного Пути. После консультаций с физиками-теоретиками стало очевидно, что единственное разумное объяснение этих источников — это чрезвычайно большие чёрные дыры, находящиеся в ядрах галактик, производящие интенсивное излучение, а в случае квазаров — испускающие невероятно мощные струи вещества в противоположных направлениях, нагревая окружающий галактический газ до тех пор, пока он не засветится в радиочастотах.
Торн описывает недавние поиски гравитационных волн, которые, по прогнозам, возникают в результате столкновений сверхновых звёзд и чёрных дыр, но которые ещё не наблюдались в 1993 году (и, действительно, непосредственно не наблюдались до 2015 года, до открытия, которое привело к получению Торном Нобелевской премии по физике 2017 года).
В 1970-х годах Стивен Хокинг сделал поразительное предсказание испарения чёрной дыры, основанное на квантовых флуктуациях вблизи горизонта событий.
Ближе к концу текста Торн рассматривает гораздо более умозрительный вопрос о природе ядра чёрной дыры; так называемая гравитационная сингулярность, предсказываемая уравнениями Эйнштейна. Приписывая квантовое поведение искривлённому пространству-времени, несколько физиков предположили, что чёрные дыры не обладают истинной математической сингулярностью, а скорее являются областью хаотического пространства, в которой время не существует. Поведение этого пространства и материи, которая приближается к нему, ещё недостаточно изучены, и полного союза теории относительности и квантовой физики ещё предстоит достичь. В последней главе Торн углубляется в ещё более спекулятивные вопросы, касающиеся физики чёрных дыр, включая существование и природу кротовых нор и машин времени.
В книге есть предисловие Стивена Хокинга и введение Фредерика Зейтца. В дополнение к основному тексту в книге представлены краткие биографические данные основных учёных, включённых в текст, хронология ключевых событий в истории физики чёрных дыр, глоссарий технических терминов, двадцать три страницы примечаний, библиография и алфавитные указатели предметов и людей, упомянутых в тексте.

## Реакция
По поводу книги The New York Times написала, что «подробные и порой сложные рассуждения, которые она воплощает, облегчены ловким анекдотическим подходом, а также причудливыми рисунками и диаграммами автора». Kirkus Reviews полагает, что «читателю приходится преодолевать многие-многие страницы теории и диаграмм — очевидных для эксперта, но слишком сложных для непрофессионального читателя. Фактически, Торн лучше всех подходит для начинающего читателя, когда он описывает историю физического сообщества».